# Пионтковский, Анджей
А́нджей Рышард Пионтко́вский (пол. Andrzej Ryszard Piątkowski, 22 октября 1934, Варшава, Польша — 11 июня 2010, Варшава, Польша) — польский фехтовальщик на саблях, трёхкратный призёр, олимпийский чемпион в командном первенстве и 3-кратный чемпион мира.
Выступал на трёх Олимпиадах и на каждой поднимался на пьедестал почета в составе национальной команды саблистов. В Мельбурне (1956) и Риме (1960) завоевывал серебро, а в Токио (1964) — бронзу.
Трижды в составе команды становился чемпионом мира (Будапешт-1959, Буэнос-Айрес-1962 и Гданьск-1963 году), выигрывал серебро (Люксембург-1954) и дважды — бронзу (Париж-1957 и Филадельфия-1958).
По окончании спортивной карьеры работал тренером, был подполковником Войска Польского.